# Конавльский доход
Кона́вльский доход (сербохорв. Konavoski dohodak) — ежегодная дань, которую Дубровницкая республика с 1419 года уплачивала боснийскому феодальному роду Косачей и с 1426 года — роду Павловичей за приобретение области Конавле.

## История
В 1419 году дубровчане, с согласия венгерского короля Сигизмунда, приобрели восточную часть области у хумского феодала Сандаля Хранича за ежегодную плату в 500 перперов. Сандаль, уступая Дубровнику часть Конавля, обещал, что будет беречь и защищать эти земли от всякого зла и насилия, и ни в коем случае не станет присваивать их себе. То же впоследствии обещал и Радослав Павлович. Этот платёж регулярно уплачивался Сандалю Храничу и его наследнику Степану Вукчичу. В период между 1451 и 1454 годом, когда между Степаном Вукчичем и Дубровником произошла война, закончившаяся миром, дань не уплачивалась.
В 1426 году они выкупили западную часть Конавле у Радослава Павловича. Договор 1426 года обязывал дубровчан выплачивать Павловичам за Конавле 600 перперов в год. Через три года феодал обратился с просьбой вернуть ему владения в Конавле, результатом чего стала война, в течение которой дань не уплачивалась. После завоевания Боснии турками земли Павловичей отошли Иса-бею Исаковичу, который потребовал у Дубровника выплаты ему дани. Однако дубровчане уклонились от уплаты. Султан Мехмед II ещё в течение десяти лет безуспешно добивался выплаты дани. После этого Конавльский доход больше не упоминается.